# Hippocampus grandiceps
Hippocampus grandiceps är en fiskart som beskrevs av Kuiter 200. Hippocampus grandiceps ingår i släktet Hippocampus och familjen kantnålsfiskar. Inga underarter finns listade i Catalogue of Life.